# Winston Cenac
Winston Francis Cenac, Q.C. (* 14. September 1925; † 22. September 2004) war Premierminister von Saint Lucia.
Cenac diente als Generalankläger von Saint Lucia, Saint Vincent und die Grenadinen und Grenada. Im Jahre 1969 gab er den öffentlichen Dienst auf und wurde Anwalt. Als im Jahre 1979 die Saint Lucia Labour Party die Macht errang, wurde Cenac Generalstaatsanwalt in der Regierung von Allan Fitzgerald Laurent Louisy. Als Louisy am 4. Mai 1981 zurücktrat, wurde Cenac Premierminister. Diesen Posten hielt er für acht Monate bis auch er durch politische Konflikte am 17. Januar 1982 zurücktrat.